# Catherine Burns
Catherine Burns (Nova Iorque, 25 de setembro de 1945 — Washington, D.C., 2 de fevereiro de 2019) foi uma atriz norte-americana.